# Husajn Fadil Ali
Husajn Fadil Ali, Hussain Fadel Ali, arab. حسين فاضل (ur. 9 października 1984) – kuwejcki piłkarz występujący na pozycji obrońcy. Obecnie jest zawodnikiem Al-Qadisiyah Hawalli.